# Adrenokortikotrop hormon

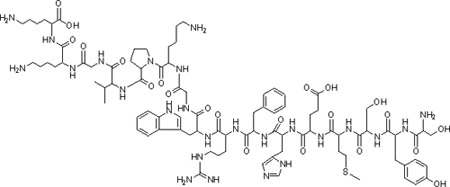
Az adrenokortikotrop hormon szerkezete

Az adrenokortikotrop hormon vagy kortikotropin (közkeletű angol rövidítéssel ACTH) egy peptidhormon, amelynek elsődleges funkciója, hogy serkentse a mellékvesekéregben a glukokortikoidok (pl. kortizol) termelését. Az ACTH az agyalapi mirigy elülső lebenyében képződik egy hosszú prekurzor fehérje (POMC) feldarabolása révén. Termelését a hipotalamusz kortikotropin-felszabadító hormonja indukálja.
Az adrenokortikotrop hormont Evelyn M. Anderson, James Collip és David Landsborough Thomson fedezte fel 1933-ban.

## Szerkezete
Az ACTH 39 aminosavból áll, amelyből az N-terminustól számított első 13 megfelel az α-melanocitastimuláló hormonnak, az α-MSH-nak (utóbbi felelős az Addison-kórban kialakuló sötét bőrszínért). Molekulasúlya 4540 dalton. Az emberi hormon szekvenciája a következő:
NH2-Ser-Tyr-Ser-Met-Glu-His-Phe-Arg-Trp-Gly-Lys-Pro-Val-Gly-Lys-Lys-Arg-Arg-Pro-Val-Lys-Val-Tyr-Pro-Asn-Gly-Ala-Glu-Asp-Glu-Ser-Ala-Glu-Ala-Phe-Pro-Leu-Glu-Phe-COOH
A hormont rövid időn belül egy enzim α-melanocitastimuláló hormonra és egy ismeretlen funkciójú peptidre (CLIP) vágja szét. Féléletideje a vérben kb. 10 perc.

## Termelése
Az ACTH prekurzor fehérjéje (proopiomelanokortin, POMC) az agyalapi mirigy elülső lebenyében (az ún. adenohipofízisben) keletkezik a kortikotropin-felszabadító hormon (CRH) hatására. Utóbbit a hipotalamusz szekretálja. A 241 aminosav hosszúságú proopiomelanokortin különböző poszttranszlációs módosításokon megy keresztül (foszforilálás, glikozilálás), majd fehérjevágó enzimek kisebb, biológiailag aktív peptidere vágják:
- POMC

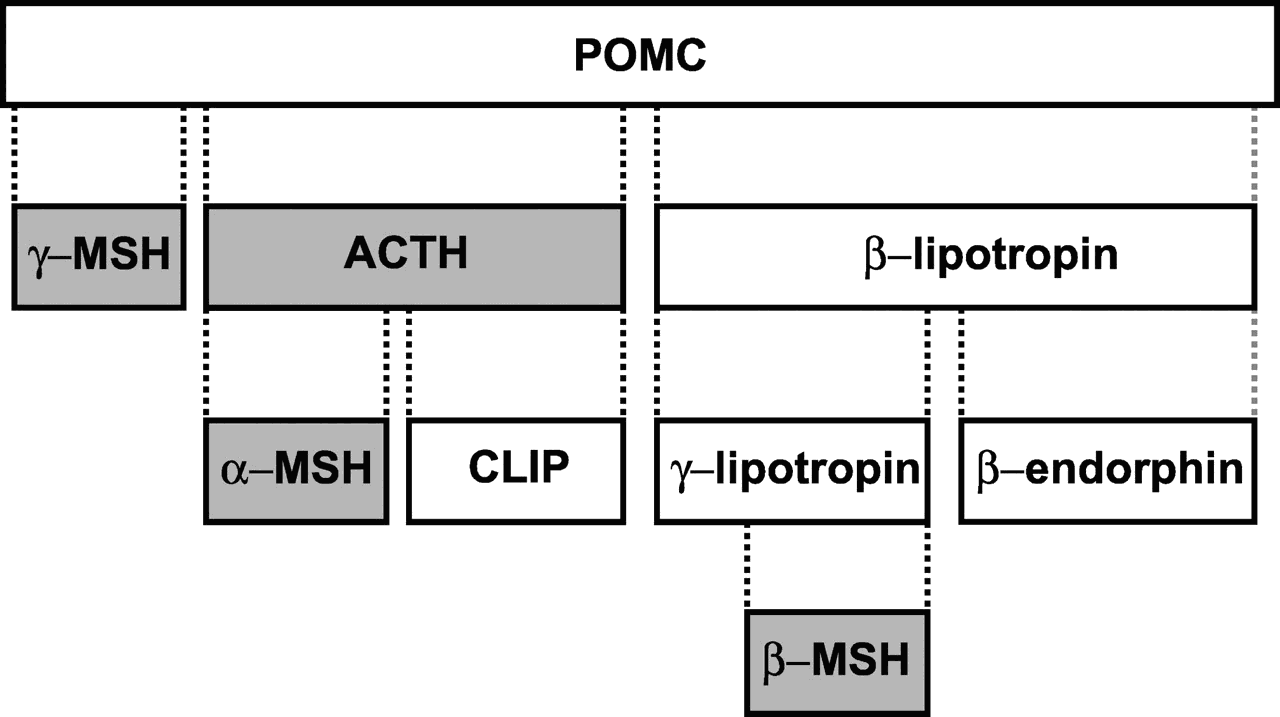
A proopiomelanokortin származékai

  - γ-melanocitastimuláló hormon (γ-MSH)
  - adrenokortikotrop hormon (ACTH)
    - α-melanocitastimuláló hormon (α-MSH)
    - CLIP

  - β-lipotropin
    - γ-lipotropin
      - β-melanocitastimuláló hormon (β-MSH)

    - β-endorfin

A mellékvesekéreg által kibocsátott glukokortikoidok csökkentik a kortikotropin-felszabadító hormon (CRH) termelését, így közvetve gátolják az ACTH képződését (mivel az ACTH az ő termelődésüket serkenti, negatív visszacsatolási kör jön létre). A glukokortikoidok közvetlenül is gátolják a POMC-gén működését, de ez a hatás lassú, több órát vagy napot is igénybe vehet, míg a CRH-n keresztüli gátlás néhány percen belül jelentkezik.

## Funkciója
Az adrenokortikotrop hormon elsődleges feladata, hogy serkentse a mellékvesekéregben a glukokortikoid szteroidhormonok szintézisét. A célsejtek felszínén ACTH-t megkötő, G-proteinhez kapcsolódó receptorok találhatók, a standard szignáltranszdukciós úton (a ciklikus AMP termelésén és a protein-kináz A aktiválásán keresztül) megemelik a szteroidhormonok szekrécióját. Ennek két módja van: a gyors úton megemelkedik a mitokondriumok koleszterinfelvétele, amelyből a P450scc megkezdik a szteroidok bioszintézisét. Az ACTH ezenkívül elősegíti a kéregsejtek lipoprotein-felvételét, ami által megnő bennük a koleszterin mennyisége.
A lassú (néhány órán belül jelentkező) mód során az ACTH stimulálja a szteroidszintézisben részt vevő gének átírási aktivitását.
Az ACTH másodlagos hatása, hogy elősegíti a sejt energiatermelésének alapját képező oxidatív foszforilációban részt vevő enzimek mitokondriumokban található alegységeinek termelődését. Ennek oka talán a szteroidszintézis miatt megnövekedett energiaigény fedezése.
2005-ben felfedezték, hogy a csontok építéséért felelős oszteoblasztok felszínén is találhatóak ACTH-receptorok: itt a hormon az érképződést irányító vaszkuláris endoteliális növekedési faktor termelését indukálja.

## Kóroki szerepe
A adrenokortikotrop hormon túl- vagy alulműködése a következő kórképekben játszhat szerepet: 
- Hipopituitarizmus, az ACTH túl alacsony elválasztása, ami másodlagos mellékvesekéreg-elégtelenséghez vezet
- Addison-kór, elsődleges mellékvese-elégtelenség
- Cushing-szindróma, az ACTH túlzott termelése
- Kissejtes karcinóma
- Veleszületett mellékvese-túlműködés (congenitalis adrenalis hyperplasia)
- Nelson-szindróma
- Adrenoleukodisztrófia
- West-szindróma
- Posztorgazmikus betegség-szindróma

## Fordítás
- Ez a szócikk részben vagy egészben  az   Adrenocorticotropic hormone című angol Wikipédia-szócikk ezen változatának fordításán alapul.  Az eredeti cikk szerkesztőit annak laptörténete sorolja fel. Ez a jelzés csupán a megfogalmazás eredetét és a szerzői jogokat jelzi, nem szolgál a cikkben szereplő információk forrásmegjelöléseként.